# Coincya richeri
Coincya richeri là một loài thực vật có hoa trong họ Cải. Loài này được (Vill.) Greuter & Burdet mô tả khoa học đầu tiên năm 1983.